# Clarendon and Pittsford Railroad
Die Clarendon and Pittsford Railroad (CLP) ist eine lokale Eisenbahngesellschaft in Vermont (Vereinigte Staaten). Sie besteht seit 1885 und ist seit 1972 eine Tochtergesellschaft der Vermont Railway.

## Geschichte
Die Clarendon&Pittsford wurde am 10. September 1885 als Tochtergesellschaft der Vermont Marble Company gegründet und baute Güterstrecken in und um Rutland zum Abtransport des dort abgebauten Marmors. Das im Juli 1886 eröffnete Netz diente von Anfang an hauptsächlich dem Güterverkehr.
Am 26. Mai 1890 wurde die Pittsford and Rutland Railroad gegründet, die beabsichtigte, im Stadtgebiet von Rutland die Bennington and Rutland Railroad und die CLP miteinander zu verbinden. Die 2,86 Kilometer lange Verbindungsbahn von Central Rutland zum Güterbahnhof der Bennington&Rutland wurde noch im gleichen Jahr eröffnet. Bereits vor Baubeginn, am 2. Juli 1890 pachtete die CLP diese Bahngesellschaft und erwarb sie schließlich am 13. November 1911.
Eine weitere Verbindung zum bestehenden Bahnnetz wurde auch durch eine Zweigstrecke von Florence Junction nach Florence an der Rutland Railroad hergestellt. Die 1901 gegründete und am 13. Mai 1911 erworbene Brandon and West Rutland Railroad hatte die kurze Verbindungsbahn gebaut.
1925 endete der spärliche Personenverkehr für die Arbeiter der Steinbrüche, der Güterverkehr wurde fortgesetzt. Im November 1972 erwarb die Vermont Railway die Bahngesellschaft und betrieb sie als Tochtergesellschaft weiter. Nachdem die CLP im Dezember 1983 die Strecke Rutland–Whitehall von der Delaware and Hudson Railway erworben hatte, wurden bisherigen Strecken stillgelegt. Vom ursprünglichen CLP-Netz blieb lediglich die ehemalige Brandon-and-West-Rutland-Strecke von Florence Junction nach Florence in Betrieb. Auf der von der Delaware and Hudson erworbenen Strecke verkehrt einmal täglich der Ethan Allen, ein Expresszug der Amtrak, der von Rutland nach New York fährt.

## Strecken
Die 21 Kilometer lange Hauptstrecke verlief von Hollister durch das Stadtgebiet von Rutland nach Albertson. Eine drei Kilometer lange Zweigstrecke, die die Hauptstrecke in Florence Junction kreuzte, band einen nahegelegenen Steinbruch an. Eine weitere, 2,86 Kilometer lange Strecke zweigte in einem Gleisdreieck von der Hauptstrecke ab und führte zum Güterbahnhof Rutland. Diese Strecken sind heute bis auf ein kurzes Stück bei Florence stillgelegt. Nach dem Erwerb der Zweigbahn nach Rutland galt Rutland–Hollister als Hauptstrecke, während der Abschnitt Center Rutland–Albertson zur Zweigstrecke wurde. Die heute noch betriebene Bahnstrecke Whitehall–Rutland wurde 1983 erworben.

## Fahrzeuge
Die CLP besitzt derzeit sechs Diesellokomotiven unterschiedlicher Baureihen: eine EMD GP38-2, zwei EMD GP38, eine EMD GP9, eine EMD GP16 und eine EMD SW1500. Die Loks wurden in den 1960er und 1970er Jahren gebaut und teilweise von anderen Gesellschaften erworben.